# Lista över fornlämningar i Gotlands kommun (Boge)
Lista över fornlämningar i Gotlands kommun (Boge) är en förteckning av ett urval av de fornlämningar som finns i Boge i Gotlands kommun.
| Namn       | Lämningstyp                      | Tillkomsttid  | Historisk indelning | Plats | Läge                 | ID-nr          | Bild                                      |
| ---------- | -------------------------------- | ------------- | ------------------- | ----- | -------------------- | -------------- | ----------------------------------------- |
| Boge 1:1   | Stensättning                     |               | Boge, Gotland       |       | 57.711208, 18.765703 | 10090100010001 | Ladda upp en bild av detta fornminne      |
| Boge 1:2   | Stensättning                     |               | Boge, Gotland       |       | 57.711143, 18.765757 | 10090100010002 | Ladda upp en bild av detta fornminne      |
| Boge 2:1   | Stensättning                     |               | Boge, Gotland       |       | 57.707209, 18.758048 | 10090100020001 | Ladda upp en bild av detta fornminne      |
| Boge 2:2   | Stensättning                     |               | Boge, Gotland       |       | 57.707336, 18.758088 | 10090100020002 | Ladda upp en bild av detta fornminne      |
| Boge 3:1   | Gravfält                         |               | Boge, Gotland       |       | 57.704872, 18.760210 | 10090100030001 | Ladda upp en bild av detta fornminne      |
| Boge 4:1   | Minnesmärke                      |               | Boge, Gotland       |       | 57.702437, 18.758156 | 10090100040001 | Ladda upp en bild av detta fornminne      |
| Boge 5:1   | Husgrund, förhistorisk/medeltida |               | Boge, Gotland       |       | 57.707480, 18.750632 | 10090100050001 | Ladda upp en bild av detta fornminne      |
| Boge 7:1   | Husgrund, förhistorisk/medeltida |               | Boge, Gotland       |       | 57.707080, 18.746713 | 10090100070001 | Ladda upp en bild av detta fornminne      |
| Boge 8:1   | Husgrund, förhistorisk/medeltida |               | Boge, Gotland       |       | 57.706610, 18.748663 | 10090100080001 | Ladda upp en bild av detta fornminne      |
| Boge 8:2   | Husgrund, förhistorisk/medeltida |               | Boge, Gotland       |       | 57.706209, 18.748195 | 10090100080002 | Ladda upp en bild av detta fornminne      |
| Boge 8:3   | Husgrund, förhistorisk/medeltida |               | Boge, Gotland       |       | 57.706626, 18.748024 | 10090100080003 | Ladda upp en bild av detta fornminne      |
| Boge 8:4   | Husgrund, förhistorisk/medeltida |               | Boge, Gotland       |       | 57.706677, 18.748025 | 10090100080004 | Ladda upp en bild av detta fornminne      |
| Boge 8:7   | Husgrund, historisk tid          |               | Boge, Gotland       |       | 57.705960, 18.748735 | 10090100080007 | Ladda upp en bild av detta fornminne      |
| Boge 9:1   | Röse                             |               | Boge, Gotland       |       | 57.704564, 18.749356 | 10090100090001 | Ladda upp en bild av detta fornminne      |
| Boge 10:1  | Stensättning                     |               | Boge, Gotland       |       | 57.704757, 18.757908 | 10090100100001 | Ladda upp en bild av detta fornminne      |
| Boge 11:1  | Röse                             |               | Boge, Gotland       |       | 57.705284, 18.752456 | 10090100110001 | Ladda upp en bild av detta fornminne      |
| Boge 12:1  | Röse                             |               | Boge, Gotland       |       | 57.694924, 18.730511 | 10090100120001 | Ladda upp en bild av detta fornminne      |
| Boge 12:2  | Röse                             |               | Boge, Gotland       |       | 57.695084, 18.730481 | 10090100120002 | Ladda upp en bild av detta fornminne      |
| Boge 12:3  | Röse                             |               | Boge, Gotland       |       | 57.695227, 18.730461 | 10090100120003 | Ladda upp en bild av detta fornminne      |
| Boge 12:4  | Stensättning                     |               | Boge, Gotland       |       | 57.694456, 18.730691 | 10090100120004 | Ladda upp en bild av detta fornminne      |
| Boge 13:1  | Röse                             |               | Boge, Gotland       |       | 57.686608, 18.729238 | 10090100130001 | Ladda upp en bild av detta fornminne      |
| Boge 15:1  | Husgrund, förhistorisk/medeltida |               | Boge, Gotland       |       | 57.680914, 18.739151 | 10090100150001 | Ladda upp en bild av detta fornminne      |
| Boge 15:2  | Husgrund, förhistorisk/medeltida |               | Boge, Gotland       |       | 57.680585, 18.738159 | 10090100150002 | Ladda upp en bild av detta fornminne      |
| Boge 16:1  | Husgrund, förhistorisk/medeltida |               | Boge, Gotland       |       | 57.685759, 18.763688 | 10090100160001 | Ladda upp en bild av detta fornminne      |
| Boge 18:1  | Husgrund, förhistorisk/medeltida |               | Boge, Gotland       |       | 57.679113, 18.753643 | 10090100180001 | Ladda upp en bild av detta fornminne      |
| Boge 18:2  | Husgrund, förhistorisk/medeltida |               | Boge, Gotland       |       | 57.679150, 18.754052 | 10090100180002 | Ladda upp en bild av detta fornminne      |
| Boge 18:3  | Husgrund, förhistorisk/medeltida |               | Boge, Gotland       |       | 57.679284, 18.754650 | 10090100180003 | Ladda upp en bild av detta fornminne      |
| Boge 19:1  | Husgrund, förhistorisk/medeltida |               | Boge, Gotland       |       | 57.676657, 18.753711 | 10090100190001 | Ladda upp en bild av detta fornminne      |
| Boge 20:1  | Husgrund, förhistorisk/medeltida |               | Boge, Gotland       |       | 57.674545, 18.723950 | 10090100200001 | Ladda upp en bild av detta fornminne      |
| Boge 20:2  | Husgrund, förhistorisk/medeltida |               | Boge, Gotland       |       | 57.674249, 18.724415 | 10090100200002 | Ladda upp en bild av detta fornminne      |
| Boge 21:1  | Husgrund, förhistorisk/medeltida |               | Boge, Gotland       |       | 57.673125, 18.720417 | 10090100210001 | Ladda upp en bild av detta fornminne      |
| Boge 21:2  | Husgrund, förhistorisk/medeltida |               | Boge, Gotland       |       | 57.673249, 18.721724 | 10090100210002 | Ladda upp en bild av detta fornminne      |
| Boge 22:1  | Fornborg                         |               | Boge, Gotland       |       | 57.687994, 18.718898 | 10090100220001 | Ladda upp en bild av detta fornminne      |
| Boge 23:1  | Husgrund, förhistorisk/medeltida |               | Boge, Gotland       |       | 57.679337, 18.717615 | 10090100230001 | Ladda upp en bild av detta fornminne      |
| Boge 23:2  | Husgrund, förhistorisk/medeltida |               | Boge, Gotland       |       | 57.679336, 18.718085 | 10090100230002 | Ladda upp en bild av detta fornminne      |
| Boge 23:3  | Husgrund, förhistorisk/medeltida |               | Boge, Gotland       |       | 57.679586, 18.718138 | 10090100230003 | Ladda upp en bild av detta fornminne      |
| Boge 23:4  | Husgrund, förhistorisk/medeltida |               | Boge, Gotland       |       | 57.679346, 18.716860 | 10090100230004 | Ladda upp en bild av detta fornminne      |
| Boge 24:1  | Husgrund, förhistorisk/medeltida |               | Boge, Gotland       |       | 57.680769, 18.721456 | 10090100240001 | Ladda upp en bild av detta fornminne      |
| Boge 25:1  | Husgrund, förhistorisk/medeltida |               | Boge, Gotland       |       | 57.666875, 18.749896 | 10090100250001 | Ladda upp en bild av detta fornminne      |
| Boge 26:1  | Minnesmärke                      |               | Boge, Gotland       |       | 57.674031, 18.736944 | 10090100260001 | Ladda upp en till bild av detta fornminne |
| Boge 27:1  | Husgrund, förhistorisk/medeltida |               | Boge, Gotland       |       | 57.673176, 18.754216 | 10090100270001 | Ladda upp en bild av detta fornminne      |
| Boge 29:1  | Stensättning                     |               | Boge, Gotland       |       | 57.629258, 18.727967 | 10090100290001 | Ladda upp en bild av detta fornminne      |
| Boge 28:1  | Stenkrets (Skeppssättning)       | Tjelvars grav | Boge, Gotland       |       | 57.37409, 18.43572   | 10090100280001 | Ladda upp en till bild av detta fornminne |
| Boge 29:2  | Stensättning                     |               | Boge, Gotland       |       | 57.629593, 18.728226 | 10090100290002 | Ladda upp en bild av detta fornminne      |
| Boge 37:1  | Stensättning                     |               | Boge, Gotland       |       | 57.623401, 18.741329 | 10090100370001 | Ladda upp en bild av detta fornminne      |
| Boge 38:2  | Stensättning                     |               | Boge, Gotland       |       | 57.623506, 18.742478 | 10090100380002 | Ladda upp en bild av detta fornminne      |
| Boge 38:3  | Stensättning                     |               | Boge, Gotland       |       | 57.623569, 18.742620 | 10090100380003 | Ladda upp en bild av detta fornminne      |
| Boge 39:1  | Grav- och boplatsområde          |               | Boge, Gotland       |       | 57.624091, 18.740057 | 10090100390001 | Ladda upp en bild av detta fornminne      |
| Boge 40:1  | Stensättning                     |               | Boge, Gotland       |       | 57.623825, 18.742010 | 10090100400001 | Ladda upp en bild av detta fornminne      |
| Boge 42:1  | Gravfält                         |               | Boge, Gotland       |       | 57.624352, 18.741199 | 10090100420001 | Ladda upp en bild av detta fornminne      |
| Boge 43:1  | Stensättning                     |               | Boge, Gotland       |       | 57.624753, 18.740412 | 10090100430001 | Ladda upp en bild av detta fornminne      |
| Boge 45:1  | Stensättning                     |               | Boge, Gotland       |       | 57.623232, 18.747255 | 10090100450001 | Ladda upp en bild av detta fornminne      |
| Boge 48:1  | Röse                             |               | Boge, Gotland       |       | 57.625291, 18.758608 | 10090100480001 | Ladda upp en bild av detta fornminne      |
| Boge 48:2  | Röse                             |               | Boge, Gotland       |       | 57.625043, 18.758401 | 10090100480002 | Ladda upp en bild av detta fornminne      |
| Boge 48:3  | Stensättning                     |               | Boge, Gotland       |       | 57.625500, 18.758939 | 10090100480003 | Ladda upp en bild av detta fornminne      |
| Boge 48:4  | Stensättning                     |               | Boge, Gotland       |       | 57.625368, 18.758989 | 10090100480004 | Ladda upp en bild av detta fornminne      |
| Boge 49:1  | Röse                             |               | Boge, Gotland       |       | 57.622310, 18.756478 | 10090100490001 | Ladda upp en bild av detta fornminne      |
| Boge 49:2  | Stensättning                     |               | Boge, Gotland       |       | 57.622172, 18.756527 | 10090100490002 | Ladda upp en bild av detta fornminne      |
| Boge 50:1  | Fornborg                         |               | Boge, Gotland       |       | 57.634660, 18.759040 | 10090100500001 | Ladda upp en bild av detta fornminne      |
| Boge 51:1  | Husgrund, förhistorisk/medeltida |               | Boge, Gotland       |       | 57.653810, 18.769562 | 10090100510001 | Ladda upp en bild av detta fornminne      |
| Boge 51:2  | Husgrund, förhistorisk/medeltida |               | Boge, Gotland       |       | 57.653856, 18.769684 | 10090100510002 | Ladda upp en bild av detta fornminne      |
| Boge 55:1  | Hällristning                     |               | Boge, Gotland       |       | 57.635457, 18.769942 | 11100000000561 | Ladda upp en bild av detta fornminne      |
| Boge 57:1  | Röse                             |               | Boge, Gotland       |       | 57.630874, 18.730517 | 10090100570001 | Ladda upp en bild av detta fornminne      |
| Boge 57:2  | Stenkrets                        |               | Boge, Gotland       |       | 57.631282, 18.730839 | 10090100570002 | Ladda upp en bild av detta fornminne      |
| Boge 59:1  | Gravfält                         |               | Boge, Gotland       |       | 57.702642, 18.770170 | 10090100590001 | Ladda upp en bild av detta fornminne      |
| Boge 61:1  | Hällristning                     |               | Boge, Gotland       |       | 57.686704, 18.769251 | 11100000000564 | Ladda upp en bild av detta fornminne      |
| Boge 64:1  | Husgrund, förhistorisk/medeltida |               | Boge, Gotland       |       | 57.708717, 18.750382 | 10090100640001 | Ladda upp en bild av detta fornminne      |
| Boge 70:1  | Hällristning                     |               | Boge, Gotland       |       | 57.687432, 18.764855 | 11100000000565 | Ladda upp en bild av detta fornminne      |
| Boge 72:1  | Hällristning                     |               | Boge, Gotland       |       | 57.688391, 18.765160 | 11100000000566 | Ladda upp en bild av detta fornminne      |
| Boge 101:1 | Gravfält                         |               | Boge, Gotland       |       | 57.676359, 18.800993 | 10090101010001 | Ladda upp en bild av detta fornminne      |
| Boge 106:1 | Röse                             |               | Boge, Gotland       |       | 57.623084, 18.756578 | 10090101060001 | Ladda upp en bild av detta fornminne      |
| Othem 11:5 | Husgrund, förhistorisk/medeltida |               | Boge, Gotland       |       | 57.711949, 18.734456 | 10095700110005 | Ladda upp en bild av detta fornminne      |